# Ludmilla Radchenko
Ludmilla Radchenko (em russo: n. Людмила Радченко nasceu em Omsk, Rússia o 11 de novembro de 1978) é uma modelo, atriz e artista russa, conhecida na Itália e em países anglo-saxões.

## Biografia
Diplomada em desenho de moda, (em Omsk, em 1999), em 1997 foi eleita Miss Fajen no concurso nacional Miss Rússia. Teve experiências televisivas em Moscou e em São Petersburgo.
Depois ter chegada na Itália, começa a carreira com uma novela durante o show Paperissima. Depois, em 2001, dança no programa La Sai l'Ultima? e, no ano seguinte, em Passaparola, jogo conduzido por Gerry Scotti, como letterina (tipo a chacrete do Brasil).
Em 2003 conduz um espaço de Spicy Tg sobre Antenna 3. Contínua como modelo, e em 2004 faz o calendário da revista Fox. Em 2005 participa no reality show La Talpa.
Em verão de 2006, é protagonista de On the Road  a Miami, programa em onda sobre Itália 1. No ano seguinte conduz Tuning and fanatics, uma transmissão realizada pelo Diva's Production em onda sobre SKY. Ademais participa no reality show Reality Game sobre Sky Vivo.
Após ter participado ao reality show La Talpa, recomeça pintar, voltando à uma paixão de juventude, e fazendo amostras em Milão.
Como atriz trabalha no filme TV A viagem (2005) e participa em dois episódios da emissão TV R.I.S. - Delitti imperfetti, além de participar em pequenos papéis como comparecidos em outras produções italianas. Em 2008 faz parte do cast de A Light of Passion.
Após sua experiência na televisão de 2008 volta à sua paixão de sempre: a pintura. Suas primeiras amostras coletivas e alguns amigos a convencem deixar o espetáculo para dedicar-se à arte.
Em 2010 realiza uma vaca gigante pelo Cow Parade 2010, participa em uma instalação artística na Trienal de Milão e expõe em um pessoal ao Museu de Arte Contemporâneo de Lucca.
Em algum mês após sua amostra ao Teatro alla Scala é escolhida no concurso internacional de pintura Gemlucart de Mônaco onde tem princípio sua colaboração com a obra Gallery, uma das 11 homônimas galerías presentes em todo mundo.
Em dezembro de 2010 nas livrarias de Feltrinelli è editado seu primeiro catálogo: Power pop lançado por Skira. Em fevereiro do 2011, a Província de Milão lança uma amostra pessoal de Ludmilla pero da Casa das Culturas do Mundo. Em maio de 2011 uma galería de Nova Iorque apresenta Ludmilla no festival Eating Art e suas obras são expostas à galería Crown Fim Art em SoHo, bairro da cidade.

### Vida pessoal
È namorada da iena Matteo Viviani.

## Televisão
- La sai l'ultima? (2001)
- Passaparola (2001-2002)
- Spicy Tg (2003)
- La talpa (2005)
- On the Road (2006)
- Tuning and Fanatics (2007)
- Reality Game (2007)
- Modeland (2008)

## Filmografia
- Il viaggio, direto de Ettore Pasculli - Filme TV (2005)
- R.I.S. - Delitti imperfetti, direto de Alexis Sweet e Pier Belloni - Minisserie TV  (2006) - Episodios: L'ora del veleno e Bella da morire
- A Light of Passion, direto de Ulderico Acerbi - Filme (2006)
- Scaccomatto, direto de Carlo Fumo - Filme curto (2008)
- L'ispettore Coliandro: Sesso e segreti, direto de Manetti Bros. - Filme TV (2009)
- Un posto al sole d'estate, diretores varios - Soap opera (2009) - Papel: Natasha
- Ganja Fiction direto de Mirko Virgili - Filme - Papel: Luna

## Agências
- Urban Management
- Gwen Management

## Bibliografía
- Pop Art, Edizioni Skira-Feltrinelli  (2010) EAN 9788857208923